# Gustav von Seckendorff (General)
Gustav Carl Wilhelm Ludwig Freiherr von Seckendorff (* 24. Februar 1848 in Ebersdorf; † 4. Juli 1924 in Reichen) war ein preußischer General der Infanterie.

## Leben

### Herkunft
Gustav entstammte dem 4. Zweig des 1. Astes der I. Linie des Gudentschen Stammes des Adelsgeschlechts von Seckendorff. Er war das älteste von zehn Kindern des preußischen Oberstleutnants Evan von Seckendorff (1821–1882) aus dessen erster Ehe mit Pauline, geborene von Flemming (1826–1864). Zu seinen Brüdern zählten der Vizeadmiral Albert von Seckendorff (1849–1921) und der preußische General der Infanterie Adolf von Seckendorff (1857–1941).

### Militärkarriere
Nach seiner Erziehung im elterlichen Hause sowie dem Besuch einer Bürgerschule und eines Gymnasiums trat Seckendorff am 21. Juli 1864 als Offiziersaspirant in das Fürstlich Reußische Füsilier-Bataillon ein. Bis Mitte Juni 1866 avancierte er zum Portepeefähnrich und befand sich während des folgenden Deutschen Krieges bei der Besatzung der Festung Rastatt. Aufgrund der Militärkonvention traten die bislang selbständigen Kontingente des Herzogtums Sachsen-Altenburg, der Fürstentümer Reuß jüngerer Linie und ältere Linie sowie des Fürstentums Schwarzburg-Rudolstadt in den Verband der Preußischen Armee über. Aus diesen Formationen bildete sich am 25. September 1867 das 7. Thüringische Infanterie-Regiment Nr. 96, in dem Seckendorff angestellt wurde. Er rückte Mitte Dezember 1867 zum Sekondeleutnant auf.
Während des Krieges gegen Frankreich nahm Seckendorff 1870/71 mit seinem Regiment an den Kämpfen bei Beaumont, Sedan, Pierrefitte und Saint-Quentin sowie der Belagerung von Paris teil. Ausgezeichnet mit dem Eisernen Kreuz II. Klasse war er nach dem Friedensschluss ab Oktober 1871 für zwei Jahre zur Unteroffizierschule in Potsdam kommandiert. Anschließend diente er als Regimentsadjutant und avancierte Mitte April 1874 zum Premierleutnant. Am 14. Februar 1878 wurde Seckendorff als Adjutant der 9. Infanterie-Brigade kommandiert und unter Belassung in diesem Kommando am 27. Januar 1880 in das 2. Garde-Regiment zu Fuß versetzt. Ende April 1880 zum überzähligen Hauptmann befördert, wurde er Mitte des Folgemonats von seinem Kommando entbunden, dem Regiment aggregiert und mit der Ernennung zum Kompaniechef Mitte September 1880 einrangiert.
Ab dem 15. November 1883 schloss sich eine Kommandierung als Adjutant der 2. Garde-Infanterie-Division in Berlin an. Im Juni 1888 begleitete Seckendorff seinen Divisionskommandeur Wilhelm von Hahnke, der die Aufgabe erhalten hatte, das Notifikatorium über den Tod von Friedrich III. und die Thronbesteigung von Wilhelm II. an König Christian IX. von Dänemark und König Oskar II. von Schweden und Norwegen zu überbringen.
Unter Belassung in seinem Kommando als Divisionsadjutant und unter Verleihung des Charakters als Major wurde Seckendorff Mitte September 1888 in das Garde-Füsilier-Regiment versetzt. Mit der Verleihung eines Patents zu seinem Dienstgrad am 13. Dezember 1888 von seinem Kommando entbunden, war er vom 21. Oktober 1889 bis zum 23. März 1890 als Bataillonskommandeur tätig. Anschließend wurde er zum diensttuenden Flügeladjutanten von Kaiser Wilhelm II. ernannt. Unter Belassung in seinem Verhältnis als Flügeladjutant erfolgte am 14. Mai 1894 seine Kommandierung zur Gesandtschaft in Bern. Nachdem er dort Mitte August 1895 zum Oberst befördert worden war, trat Seckendorff unter weiterer Belassung als Flügeladjutant mit der Ernennung zum Kommandeur des Königin Augusta Garde-Grenadier-Regiments Nr. 4 am 30. Mai 1896 in den Truppendienst zurück. Als man ihn am 27. Januar 1898 mit der Wahrnehmung der Geschäfte des Kommandeurs des Kadettenkorps beauftragt hatte, war er weiterhin als Flügeladjutant tätig. Unter Ernennung zum General à la suite des Kaisers und Königs wurde Seckendorff am 25. März 1899 zum Generalmajor befördert und zum Kommandeurs des Kadettenkorps ernannt. Zugleich wirkte er als Mitglied der Ober-Militär-Studienkommission. Am 27. Januar 1902 folgte seine Beförderung zum Generalleutnant und am 19. Juni des Jahres die Ernennung zum Inspekteur der Kriegsschulen. Anlässlich des Ordensfestes wurde er im Januar 1904 mit dem Stern zum Roten Adlerorden II. Klasse mit Eichenlaub und der Königlichen Krone ausgezeichnet. Ferner erhielt er die Erlaubnis zur Annahme des Großkreuzes des Greifenordens und im September 1905 verlieh ihm Wilhelm II. den Kronen-Orden I. Klasse. In Genehmigung seines Abschiedsgesuches wurde Seckendorff unter Verleihung des Charakters als General der Infanterie mit der gesetzlichen Pension am 28. November 1905 zur Disposition gestellt. 
Nach seiner Verabschiedung lebte er auf Schloss Kobelau im Kreis Frankenstein i. Schles. und erhielt er am 1. September 1910 die Erlaubnis zum Tragen der Uniform des Königin Augusta Garde-Grenadier-Regiments Nr. 4.

### Familie
Seckendorff hatte sich am 25. Mai 1885 in Köln mit Alma Freiin von Plettenberg (1869–1903) verheiratet. Nach ihrem Tod heiratete er am 5. Juli 1907 in Kobelau Hertha Freiin von Quadt-Wyckrath-Hüchtenbruck (* 1867). Aus der ersten Ehe gingen folgende Kinder hervor:
- Götz (* 1886), preußischer Hauptmann ⚭ 1914 Käte verwitwete Freifrau Roeder von Diersburg, geborene Duden (* 1885)
- Stella (* 1888) ⚭ Eckhard Baarth, preußischer Major
- Paula (* 1889) ⚭ 1912 Gotthard von Czettritz und Neuhaus, Fideikommisherr auf Kolbnitz
- Gustava (* 1892) ⚭ 1916 Dubislav von Natzmer, Herr auf Nemitz